# Antonio Álvarez Restrepo
Jesús Antonio Álvarez Restrepo (Sonsón, 4 de enero de 1906 - Cali, 14 de abril de 2003) fue un economista, empresario, escritor, académico, educador, periodista, político y diplomático colombiano, miembro del Partido Conservador Colombiano.
Es considerado uno de los impulsores del sector cafetero en Colombia.

## Biografía
Álvarez, político tradicional en la región cafetera, fue concejal de Manizales, diputado de Caldas, y representante a la cámara en tres períodos no consecutivos. Alterno su trabajo legislativo y político con una carrera de más de 30 años como educador para las universidades Nacional de Colombia, del Rosario y Javeriana; así como también colaboró con periódicos nacionales como El Colombiano, El Espectador, El Siglo y La Prensa.
Fue llamado al servicio ejecutivo como ministro por gobiernos conservadores y liberales, siendo ministro de Hacienda en tres períodos, de Educación y de Fomento a finales de los años 60. Luego sirvió como diplomático durante el Frente Nacional. Como empresario fundó y dirigió el Banco Cafetero, y fue miembro de  las juntas del Banco de la República, Caja Agraria, Comité Nacional de Cafeteros, Junta Monetaria, Instituto de Fomento Municipal, Instituto de Fomento Industrial y de la Empresa Nacional de Turismo.

## Obras
- Memorias de varones ilustres
- Los golpes de Estado en Colombia
- El café y la deuda externa
- Testimonio de un hijo del siglo